# La Bomba: periódico de combate, picante, satírico y humorístico
La Bomba: periodico de combate, picante, satírico y humorístico: estallará á lo menos una vez cada semana va ser una publicació reusenca que sortí del 28 de novembre de 1891 al 9 de gener de 1892.

## Història
La Bomba va ser un setmanari de caràcter conservador fundat per Josep Bofarull per a atacar els membres de l'oposició municipal, republicans i catalanistes. El fundador i director, Josep Bofarull va ser nomenat pel batlle conservador Eusebi Folguera, per a un càrrec públic, l'oposició al·legà que era una injúria, ja que era director de La Bomba, periòdic que havia difamat molts membres del consistori. La indignació va créixer quan l'alcalde, en un acte de prepotència, afirmà que: "Sí, vaig nombrar Bofarull perqu'era el director de La Bomba", com diu Lo Somatent el 16 de gener de 1892.
Al número 2 La Bomba, en una mena de declaració de principis, diu: "Era […] a todas luces conveniente desenmascarar de una vez para siempre á esos vividores políticos y chupópteros del común, que de algunos años acá se han apoderado del comedero municipal...".
La Bomba feia servir un llenguatge groller i insultant, amb atacs directes i violents, cosa que provocà constant polèmica; fins i tot l'anterior batlle de la ciutat, J. M. Borràs, va arribar a les mans amb un redactor per un article del periòdic. Els seus objectius eren els sectors republicans i els sectors catalanistes, que a Reus havien fet una tímida aproximació política. El líder d'aquests últims, don Pau Font de Rubinat, va ser el qui més va patir els seus atacs. Ja des del primer número i en forma de fulletó La Bomba publicà la novel·la "Don Pablo y los Conjurados", on es presenta a Font de Rubinat com un conspirador, que conjuntament amb els possibilistes i els catalanistes es volia fer amb l'alcaldia de la ciutat. Els noms es caricaturitzen i es camuflen entre títols nobiliaris, però es poden reconèixer Josep M. Borràs, ex-alcalde, Ramon Vidiella, Jaume Planas i Casimir Grau del sector catalanista, i Emili Briansó i Bonaventura Arandes dels possibilistes i Francesc Prius, que en aquells temps va ser alcalde, pel sector conservador. De la premsa local atacà Lo Somatent i Les Circumstàncies. Els diferents sectors atacats respongueren des de La Tos: periòdich bilingüe, afí a Les Circumstàncies, i Lo Moro de Foch, que sortí quan va desaparèixer La Tos.
Segons Gras i Elies "Esta publicación que se titulaba periódico de combate, que en mala hora apareció […] es un libelo infamatorio que afortunadmente duró muy poco".

## Aspectes tècnics
Tenia mida foli, i vuit planes en cada número. En sortiren 7 números. S'imprimia a la Impremta Ferrando. L'únic redactor conegut, a part del director Josep Bofarull, era Josep Roig i Marín, membre del Partit Conservador i diputat a Corts.

## Localització
- Només es coneix la col·lecció de la Biblioteca Central Xavier Amorós de Reus[5]